# Hryhorij Szaszkewycz
Hryhorij Szaszkewycz, ukr. Григо́рій Шашке́вич, Grzegorz Szaszkiewicz (ur. 24 stycznia 1809 w Sosolówce, zm. 18 sierpnia 1888 w Przemyślu) – galicyjski ukraiński działacz społeczny i polityk, ksiądz greckokatolicki, brat pisarza Markijana.

## Życiorys
Ukończył teologię na Uniwersytecie Lwowskim oraz Greckokatolickie Seminarium Generalne. Do 1848 był proboszczem parafii greckokatolickiej w Uhrynowie.
W 1848 został współzałożycielem i zastępcą przewodniczącego okręgowej Rady Ruskiej w Stanisławowie, oraz posłem do Sejmu Ustawodawczego. W latach 1845–1865 był radcą Ministerstwa Oświaty w Wiedniu, kierując departamentem szkolnictwa galicyjskiego, był też cenzorem podręczników szkolnych.
Od 1852  był kanonikiem, a potem archiprezbiterem greckokatolickiej kapituły przemyskiej. Od 1858 był rektorem greckokatolickiego seminarium w Wiedniu.
Po powrocie do Galicji w 1867 został posłem do Sejmu Krajowego Galicji. 
Opowiadał się za podziałem Galicji na dwie niezależne prowincje – polską i ukraińską, był obrońcą języka ukraińskiego, sprzeciwiał się moskalofilskim działaniom na rzecz jazyczia, w 1859 napisał memorandum przeciw projektowi latynizacji ukraińskiej pisowni.
Zebrał materiały dotyczące historii „wojny o alfabet” w Galicji, opublikowane w 1912 przez Iwana Frankę («Українсько-руський архів», t. 8, 1912).
Był autorem jednej z pierwszych gramatyk języka ukraińskiego dla szkół ludowych (1862) і „Nimecko-ruśkoji prawniczoji terminołohiji” (1851), wydanej w Wiedniu  wspólnie z  Jakowem Hołowackim i Jurijem Wysłobockim.
Pochowany został na cmentarzu Głównym w Przemyślu.

## Literatura
- Енциклопедія українознавства (10 t.) / redaktor naczelny Wołodymyr Kubijowycz. Париж, Нью-Йорк: «Молоде Життя», 1954—1989. (ukr.)
- F. Steblij: Szaszkewycz Hryhorij. W: Dowidnyk z istoriji Ukrajiny. Wyd. drugie. Kijów, 2001, s. 1075. (ukr.)